# Partito Repubblicano Unito (Guyana)
Il Partito Repubblicano Unito (in lingua inglese United Republican Party; URP) è un partito politico guyanese.

## Storia
L'URP viene creato negli Stati Uniti d'America nel marzo 1985 da Vishnu Bandhu e nel 1987 arriva in Guyana, viene registrato ufficialmente il 26 aprile 1988. Nel 1990 il partito si è scisso perché alcuni membri passarono al Partito Repubblicano Nazionale. Il partito ha preso parte a diverse elezioni senza mai ottenere un seggio. Uno dei migliori risultati elettorali è stato raggiunto nel 1992, con lo 0.4% dei voti.

## Risultati elettorali
| Elezione          | Voti  | Seggi  |
| ----------------- | ----- | ------ |
| Parlamentari 1992 | 1 343 | 0 / 53 |
| Parlamentari 2015 | 418   | 0 / 65 |
| Parlamentari 2020 | 393   | 0 / 65 |